# Равнинско
Равнинско је насељено место у саставу општине Ђурманец у Крапинско-загорској жупанији, Хрватска. До територијалне реорганизације у Хрватској налазило се у саставу старе општине Крапина.

## Становништво
На попису становништва 2011. године, Равнинско је имало 392 становника.

## Попис1991.
На попису становништва 1991. године, насељено место Равнинско је имало 412 становника, следећег националног састава:
| Попис 1991.‍ | Попис 1991.‍ | Попис 1991.‍ | Попис 1991.‍ | Попис 1991.‍ |
| ----------- | ----------- | ----------- | ----------- | ----------- |
|             |             |             |             |             |
| Хрвати      | Хрвати      |             | 410         | 99,51%      |
| Словенци    | Словенци    |             | 1           | 0,24%       |
| Срби        | Срби        |             | 1           | 0,24%       |
| укупно: 412 |             |             |             |             |